# Política financiera de Azerbaiyán
La política financiera de Azerbaiyán es un ámbito independiente de la actividad del país en la esfera de las relaciones financieras de la República, destinado a la realización de los programas del desarrollo económico de Azerbaiyán. La política financiera se realiza mediante del sistema financiera, la actividad del que se organiza en la base de los principios de gestión financiera y comunidad de los funciones de las instituciones financieras. El objetivo de la política financiera es garantía del desarrollo sostenible de la economía del estado basándose en la utilización de las relaciones y capacidad financieras del país.

## Sistema bancario
Actualmente, en Azerbaiyán funciona el sistema bancario doble, fundada en los principios del mercado. Banco nacional de la República de Azerbaiyán esta en el primer lugar y los bancos comerciales y instituciones no bancarios – en el segundo. Por el momento, en Azerbaiyán se funcionan los 45 bancos y 530 suboficinas bancarios.

### Banco Central
El banco estatal de Azerbaiyán fue creado por el orden del gobierno de la República Democrática de Azerbaiyán del 7 de marzo de 1919. El 31 de mayo de 1920 el banco fue denominado al Banco Popular de Azerbaiyán. En 1923 tras el establecimiento del Banco Estatal de URSS, fue creado la Oficina de Bakú; todo sistema se administró por el Departamento Central. El 18 de octubre de 1991, en resultado de la recuperación de la independencia de Azerbaiyán fue establecida el único sistema bancario de la República de Azerbaiyán. El 11 de febrero de 1992 por el orden del Presidente fue creado el Banco Nacional de la República de Azerbaiyán, basado en el Banco Estatal, Banco industrial y de construcción y Banco agroindustrial de URSS. El 7 de agosto del mismo año fue adoptada la ley “sobre la estructura del Banco Nacional de la República de Azerbaiyán ”.  En 1996 fueron adoptadas dos leyes: “sobre el Banco Nacional” y “Sobre bancos y actividad bancaria”.
En 2009, como el resultado del referéndum sobre los cambios y adiciones en la Constitución de la República de Azerbaiyán, el Banco Nacional pasó a denominarse el Banco Central de Azerbaiyán.

## Política fiscal
La política fiscal de Azerbaiyán se define por la Constitución de la República de Azerbaiyán, Código Presupuestario de la  República de Azerbaiyán y cuerpo de leyes, que determina las funciones de los órganos distintos en el proceso presupuestario.
La política fiscal tiene el deber de afrontas los siguientes problemas:
- determinación de las fuentes de la generación de los ingresos del presupuesto del Estado,
- garantía de las condiciones de la formación de los recursos financieros de todo tipo,
- establecimiento de distribución e utilización adecuadas de los recursos financieros,
- determinación de la estructura del parte consumido del presupuesto
- determinación de los gastos, ordenados entre los presupuestos de niveles distintos,
- formación, regulación e instigación de los procesos económicos y sociales mediante de los métodos financieros,
- determinación del porcentaje del presupuesto federal del total del presupuesto general,
- determinación de los funciones de la Oficina de la deuda pública,
- determinación del déficit y superávit del presupuesto
- establecimiento del mecanismo financiero y su desarrollo en el marco  de los objetivos y funciones cambiantes.

### Sistema fiscal
El sistema fiscal de la República de Azerbaiyán se constituye por el presupuesto estatal  de la República de Azerbaiyán, presupuesto de la República Autónoma de Najicheván y los presupuestos locales.
El objetivo del sistema del presupuesto estatal de la República de Azerbaiyán es solucionar los problemas económicos, sociales y estratégicos según lo dispuesto en la ley, garantizar la recopilación y utilización de los pertrechos para la realización de los funciones estatales. El sistema estatal del presupuesto consta de los ingresos y gastos centralizados y locales.
El sistema del presupuesto de la República Autónoma de Najichevan se determina por la Constitución de la República de Azerbaiyán y la República Autónoma de Najichevan. El presupuesto se forma a costa de los impuestos estatales, determinados por el Código fiscal de la República de Azerbaiyán, otros pagos, porcentajes y sanciones calculados en base de estos impuestos y pagos, etc. El presupuesto se utiliza para el desarrollo social y económico de la República Autónoma, financiación de las actividades relacionados con la mejora sostenida del bienestar de la población.
El presupuesto local es los recursos financieros, formados y utilizados en el marco del municipio para la realización de los principios del autogobierno, gestión de la autoridad de los municipios, establecidos por la Constitución y los leyes de la República de Azerbaiyán. La preparación y realización del presupuesto local se lleva a cabo sobre la base de los principios generales del sistema financiero establecidos por la ley y en concordancia de la clasificación financiera aplicable en la República de Azerbaiyán.

## Política aduanera
La política aduanera es la esfera específica de la política fiscal. El gobierno, aplicando las funciones de la política aduanera tiene el derecho de limitar o distribuir el acceso al mercado interior, la importación de los productos y servicios, también limitar o promover a la exportación de los productos y servicios del estado.

## Política de inversión
En la República de Azerbaiyán la actividad de inversión se regula por dos leyes:
- “La ley de la República de Azerbaiyán sobre la actividad de inversión”, confirmada por el orden del Presidente del 13 de enero de 1995.
- “La ley de la República de Azerbaiyán sobre la protección de las inversiones extranjeras”, confirmada por el orden del Presidente del 15 de enero de 1992.

El gobierno azerbaiyano firmó con algunos países los acuerdos bilaterales sobre la abolición de doble tributación, promoción y protección bilateral de las inversiones.
Entre los años 1995 – 2011, el 60% (alrededor de 63 de mil millones de dólares) de las inversiones, destinadas a la economía del país eran extranjeros. En los años 1995 – 2002 las inversiones extranjeras fue 9 mil millones de dólares estadounidenses, en 2003 – 2011 esa cifra aumentó seis veces y fue 54 mil millones de dólares.
De todas inversiones, destinadas a la economía azerbaiyana entre los años 1995 – 2011, 37,5 mil millones de dólares fue al sector petróleo y 25,5 mil millones – al sector no petróleo. En las inversiones extranjeras y comunes el porcentaje de los empresarios turcos son 27,6%, británicos – 11,7%, rusos – 6,8%, estadounidenses – 5,9% y alemanes – 2,9%.

### “Ventanilla única”
La política de “ventanilla única” se realiza con el objetivo de atracción de las inversiones a la economía de la República de Azerbaiyán. Presidente de la República de Azerbaiyán firmó una resolución del 25 de octubre de 2007 “sobre las medidas de garantía de la organización de la actividad de los sujetos de las empresas según los principios de “ventanilla única””. Ese sistema se aplica desde el 1 de enero de 2008, con la que número de los procedimientos disminuyó de 15 a 1, y el tiempo – de 30 días al 3.

## Política monetaria

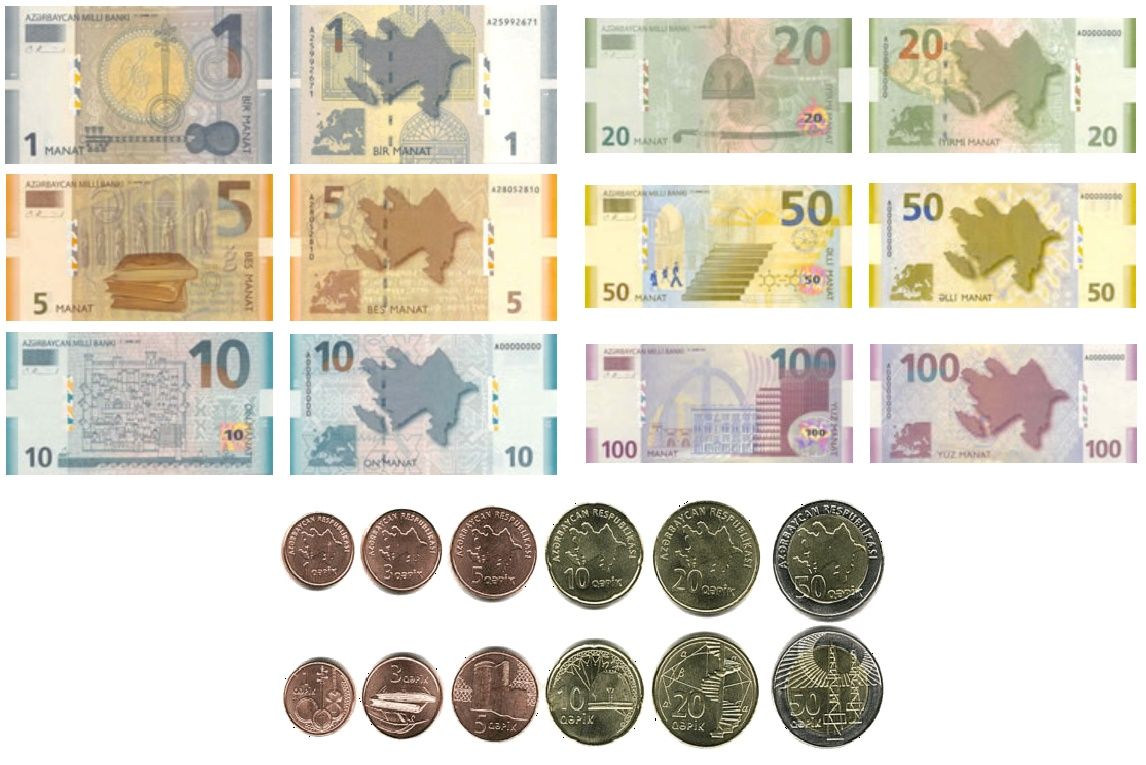
Monedas nacionales

La orientación y el forma de la política monetaria, realizado por el Banco Central dependen de la situación económica interna y su lugar en el mercado mundial.
El Banco Central, generalmente, aplica dos formas principales de la política monetaria: de contable y de curso. La política de contable se aplica no sólo para el cambio de las condiciones de la refinanciación de los bancos comerciales locales, tanto para la regulación del curso monetario y cuentas externas. Al comprar o vender de dinero extranjero, el Banco Central afecta al cambio del curso de dinero nacional. Esa operación se denomina la “intrvención monetaria”.

### Moneda nacional
Por primera vez, la moneda local de Azerbaiyán fue emitida y comenzada en 1919, en el período de la Rеpública Dempocrátiса de Azerbaiyán. Otra vez dinero azerbaiyano se emitió en 1920 – en el período de la República Soviética Socialistica de Azerbaiyán. En 1936, según la Constitución de URSS, Azerbaiyán fue incorporado a URSS, en el territorio de la que  funcionó la única moneda: rublo soviético.
Después de la recuperación de la independencia de la República de Azerbaiyán, el presidente promulgó un decreto del 15 de julio de 1992 sobre la emisión de una unidad monetaria estatal. El 15 de agosto de 1992 fue emitida la moneda nacional de Azerbaiyán. Desde el 1 de enero de 1994 por el orden del Presidente “manat” fue reconocido única moneda legitima en el territorio azerbaiyano.
Actualmente, en Azerbaiyán, en circulación existen los billetes de 1, 5, 10, 20, 50 y 100 manat. Un manat son 100 centavos. Los bocetos de los billetes fueron elaborados por el diseñador austríaco Robert Kalin de “OeBS” (Oesterreichische Banknoten und Sicherheitsdruck GmbH), que también es el diseñador de los billetes de euro.